# Bahnhof La Alamedilla
Der Bahnhof La Alamedilla ist der zweitwichtigste Fernverkehrshalt in Salamanca. Er liegt an der Bahnstrecke Medina del Campo–Vilar Formoso und bildet den Terminus der Linien nach Valladolid Campo Grande bzw. Medina del Campo (täglich einmal durchgebunden bis Palencia) und Madrid Principe Pio. Er liegt etwa 860 m westsüdwestlich des Hauptbahnhofs von Salamanca.